# Катержина Крамперова
Катержина Крамперова (чеськ. Kateřina Kramperová; нар. 28 грудня 1988) — колишня чеська тенісистка.
Найвищу одиночну позицію світового рейтингу — 314 місце досягла 29 квітня 2013, парну — 208 місце — 11 липня 2016 року.
Здобула 5 одиночних та 8 парних титулів туру ITF.
Завершила кар'єру 2019 року.

## Фінали ITF
| турніри $100,000 |
| турніри $75,000  |
| турніри $50,000  |
| турніри $25,000  |
| турніри $10,000  |

### Одиночний розряд: 17 (5–12)
| Результат | Ранг | Дата     | Турнір                        | Покриття   | Суперниця             | Рахунок          |
| --------- | ---- | -------- | ----------------------------- | ---------- | --------------------- | ---------------- |
| Поразка   | 1.   | Лют 2006 | ITF Веллінгтон, Нова Зеландія | Тверде     | Ліенн Бейкер          | 4–6, 6–1, 0–6    |
| Перемога  | 1.   | Січ 2007 | ITF Галл, Англія              | Тверде (i) | Анастасія Полторацька | 7–6(4), 6–3      |
| Поразка   | 2.   | Сер 2008 | ITF Прага, Чехія              | Ґрунт      | Луціє Кріґсманнова    | 5–7, 2–6         |
| Перемога  | 2.   | Лис 2008 | ITF Кордова, Мексика          | Тверде     | Клої Джонс            | 6–0, 6–7(4), 6–2 |
| Перемога  | 3.   | Тра 2011 | ITF Дурбан, ПАР               | Тверде     | Суріна Де Беер        | 6–2, 6–0         |
| Поразка   | 3.   | Тра 2011 | ITF Дурбан, ПАР               | Тверде     | Ніколь Роттманн       | 7–6(4), 5–7, 1–6 |
| Перемога  | 4.   | Жов 2011 | ITF Монтего-Бей, Ямайка       | Тверде     | Зузана Злохова        | 7–6(5), 2–6, 6–1 |
| Поразка   | 4.   | Лис 2011 | ITF Монтего-Бей, Ямайка       | Тверде     | Шаліна Шолл           | 2–6, 2–6         |
| Поразка   | 5.   | Чер 2012 | ITF Яблонець-над-Нисою, Чехія | Ґрунт      | Клара Фабікова        | 4–6, 1–6         |
| Поразка   | 6.   | Сер 2012 | ITF П'єштяни, Словаччина      | Ґрунт      | Катержина Ванькова    | 6–3, 3–6, 2–6    |
| Поразка   | 7.   | Сер 2012 | ITF Осієк, Хорватія           | Ґрунт      | Іва Мековець          | 1–6, 2–6         |
| Поразка   | 8.   | Бер 2013 | ITF Гейнсвілл, США            | Ґрунт      | Аллі Кік              | 5–7, 1–6         |
| Поразка   | 9.   | Сер 2013 | ITF Відень, Австрія           | Ґрунт      | Петра Убералова       | 6–4, 2–6, 2–6    |
| Поразка   | 10.  | Вер 2013 | ITF Анталія, Туреччина        | Тверде     | Шанталь Шкамлова      | 5–7, 3–6         |
| Перемога  | 5.   | Бер 2014 | ITF Гейнсвілл, США            | Ґрунт      | Катеріна Стюарт       | 6–3, 6–2         |
| Поразка   | 11.  | Вер 2014 | ITF Анталія, Туреччина        | Тверде     | Клотільда де Бернарді | 2–6, 3–6         |
| Поразка   | 12.  | Жов 2014 | ITF Анталія, Туреччина        | Тверде     | Катінка фон Дайхманн  | 2–6, 7–6(6), 4–6 |

### Парний розряд: 28 (8–20)
| Результат | Ранг | Дата              | Турнір                  | Покриття | Партнерка           | Суперниці                                  | Рахунок             |
| --------- | ---- | ----------------- | ----------------------- | -------- | ------------------- | ------------------------------------------ | ------------------- |
| Поразка   | 1.   | 16 червня 2008    | ITF Давос, Швейцарія    | Ґрунт    | Яніна Тольян        | Каталін Мароші Маріна Таваріс              | 7–5, 4–6, [7–10]    |
| Поразка   | 2.   | 10 листопада 2008 | ITF Сантьяго, Чилі      | Ґрунт    | Наталі Ю            | Карен Кастібланко Андреа Кох-Бенвенуто     | w/o                 |
| Перемога  | 1.   | 29 березня 2009   | ITF Метепек, Мексика    | Тверде   | Домініка Дьєшкова   | Марія Фернанда Алвеш Дженніфер Елі         | 6–1, 7–6(5)         |
| Поразка   | 3.   | 24 травня 2010    | ITF Веленє, Словенія    | Ґрунт    | Павла Шмідова       | Аленка Губачек Теммі Петтерсон             | 1–6, 6–3, 4–6       |
| Перемога  | 2.   | 23 травня 2011    | ITF Дурбан, ПАР         | Тверде   | Зузана Лінгова      | Малу Ейдесгаард Ніколь Роттманн            | 6–3, 3–6, 6–4       |
| Перемога  | 3.   | 30 травня 2011    | ITF Пршеров, Чехія      | Ґрунт    | Кароліна Плішкова   | Людмила Кіченок Надія Кіченок              | 6–3, 6–4            |
| Поразка   | 4.   | 29 серпня 2011    | ITF Тримбах, Швейцарія  | Ґрунт    | Маріса Джанотті     | Ксенія Кнолль Крістіна Шаховец             | 3–6, 6–7(5)         |
| Поразка   | 5.   | 17 жовтня 2011    | ITF Монтего-Бей, Ямайка | Тверде   | Нікола Джордж       | Нікола Гюбнерова Зузана Злохова            | 4–6, 4–6            |
| Поразка   | 6.   | 31 жовтня 2011    | ITF Монтего-Бей         | Тверде   | Федеріка Граціозо   | Шаліна Шолл Зузана Злохова                 | 2–6, 2–6            |
| Перемога  | 4.   | 2 липня 2012      | ITF Торунь, Польща      | Ґрунт    | Мартіна Кубічикова  | Катажина Пітер Барбара Собашкевич          | 1–6, 6–3, [10–4]    |
| Поразка   | 7.   | 27 серпня 2012    | ITF Осієк, Хорватія     | Ґрунт    | Петра Крейсова      | Анета Дворжакова Барбора Крейчикова        | 4–6, 6–3, [8–10]    |
| Поразка   | 8.   | 24 вересня 2012   | ITF Прага, Чехія        | Ґрунт    | Магда Лінетт        | Люсі Браун Анджеліка Морателлі             | 3–6, 7–5, [6–10]    |
| Поразка   | 9.   | 11 березня 2013   | ITF Орландо, США        | Ґрунт    | Тетяна Ареф'єва     | Нікола Франькова Наталія Россі             | 5–7, 6–2, [8–10]    |
| Перемога  | 5.   | 9 вересня 2013    | ITF Анталія, Туреччина  | Тверде   | Міхаела Фрліцка     | Шанталь Шкамлова Марліс Шуппер             | 6–3, 7–6(4)         |
| Перемога  | 6.   | 3 березня 2014    | ITF Гейнсвілл, США      | Ґрунт    | Нікола Франькова    | Роксанн Еллісон Сьєрра Еллісон             | 6–4, 6–3            |
| Поразка   | 10.  | 9 червня 2014     | ITF Будапешт, Угорщина  | Ґрунт    | Даліла Якупович     | Река Луца Яні Ірина Хромачова              | 5–7, 4–6            |
| Поразка   | 11.  | 6 жовтня 2014     | ITF Анталія, Туреччина  | Тверде   | Даяна Негряну       | Є Цююй Ю Сяоді                             | 6–7(3), 7–5, [6–10] |
| Поразка   | 12.  | 22 березня 2015   | ITF Орландо, США        | Ґрунт    | Катеріна Стюарт     | Інгрід Ніл Фанні Штоллар                   | 3–6, 6–7(4)         |
| Поразка   | 13.  | 11 квітня 2015    | ITF Джексон, США        | Ґрунт    | Джессіка Мор        | Алекса Гуарачі Кейтлін Горіскі             | 7–6(4), 3–6, [9–11] |
| Перемога  | 7.   | 10 серпня 2015    | ITF Prague Open, Чехія  | Ґрунт    | Бернарда Пера       | Міріам Колодзєйова Маркета Вондроушова     | 7–6(4), 5–7, [10–1] |
| Поразка   | 14.  | 13 вересня 2015   | ITF Sofia, Болгарія     | Ґрунт    | Елиця Костова       | Сопія Шапатава Анастасія Васильєва         | 2–6, 2–6            |
| Поразка   | 15.  | 18 вересня 2015   | ITF Добрич, Болгарія    | Ґрунт    | Елиця Костова       | Сопія Шапатава Васильєва Анастасія Юріївна | 2–6, 0–6            |
| Поразка   | 16.  | 31 січня 2016     | ITF Санрайз, США        | Ґрунт    | Джесіка Малечкова   | Ленка Кунчікова Кароліна Стухла            | 1–6, 6–7(6)         |
| Поразка   | 17.  | 19 лютого 2016    | Morelos Open, Мексика   | Тверде   | Єлизавета Янчук     | Александрина Найденова Фанні Штоллар       | 3–6, 2–6            |
| Перемога  | 8.   | 29 серпня 2016    | ITF Мамая, Румунія      | Ґрунт    | Вів'єн Югашова      | Ірина Бара Міхаела Бузернеску              | 7–6(3), 2–6, [10–7] |
| Поразка   | 18.  | 26 вересня 2016   | ITF Созополь, Болгарія  | Тверде   | Ангеліна Журавльова | Петя Аршинкова Деяна Раданович             | 1–6, 3–6            |
| Поразка   | 19.  | 3 жовтня 2016     | ITF Созополь, Болгарія  | Тверде   | Ангеліна Журавльова | Оана Гавріле Андрея Рошка                  | 4–6, 3–6            |
| Поразка   | 20.  | 22 квітня 2017    | ITF К'яссо, Швейцарія   | Ґрунт    | Розалі ван дер Гук  | Ліна Джорческа Александріна Найденова      | 5–7, 6–2, [7–10]    |